# Хардток
Хардток (енгл. HARDtalk, незванични превод: „Тешка реч“) је један од најважнијих телевизијских програма Би-Би-Си-ја, који се састоји из дубоких, полусатних интервјуа у форми разговора „један-на-један“.
Емитује се четири дана недељно (од понедељка до четвртка) на каналима Би-Би-Си  и Би-Би-Си њуз. Почео је са емитовањем 1997. године, и велики део његове славе је услед његовог глобалног домета преко Би-Би-Си World-а. До ране 2005. године, домаћин је био Тим Себастијан, чији је познати, понекад и контроверзни, стил напорног испитивања донео велику светску публику емисији. Нормално се емитује касно увече на каналу Би-Би-Си њуз. До средине 2000—их година, емитовао се око 11.30 сати увече, али је у скорије време почео да се емитује касније, у 12.30 сати ујутру.
Од 2006. године, емисију је представљао Стивен Сакер, који је претходно био Би-Би-Си-јев дописник у Вашингтону и Бриселу и који је исксусни водитељ интервјуа, а унакрсно је испитивао америчке председнике Џорџа В. Буша и Била Клинтона. Некада га мења више других добро познатих Би-Би-Си-јевих представника, као што су Зајнаб Бадави, Кари Грејси и Сера Монтеги. Други повремени представници били су Џон Соупел, Дејвид Џесел, Лајз Дусеј, Ниша Пилај, Ноел Томсон, Мишл Хусеин и Катја Адлер.
Гости су били Малезијски премијер Махатир Мухамед, пакистански председник Первез Мушараф, јужноафрички председник Табо Мбеки, популарни музичар Бој Џорџ и еволуциони биолог Ричард Докинс. Шефови држава интервјуисани 2012. године били су бурмски председник Тен Зајн, који је дуго водио бурмски војни одбор („интервју је направио насловне стране широм света“); и председник Екваторијалне Гвинеје, Тиодоро Обијанг, који „ретко даје интервјуе“ и за којег је Сакер накнадно рекао да има „бункерски менталитет“ и да „живи у паралелном универзуму, месту где срам не постоји“. Године 2010. године, Сакер је интервјуисао председника Венецуеле, Хуга Чавеза, који „ретко одобрава [је одобравао] дугачке интервјуе западним медијима“. Многи кључни играчи, чланови, министри, блиски пријатељи и помоћници владе Тонија Блера, такође су се појавили у емисији, укључујући Џона Прескота, Питера Манделсона, Џонатана Поуела и Сера Мајкла Барбера, а у децембру 2013. године министар бивше Блерове администрације и тренутни министар иностраних послова, Даглас Алегзендер, интервјуисан је у емисији.
Хардток екстра, варијанта Хардтока, први пут је приказана 2004. године и била је посвећена свету уметности и културе, са посебним освртом на ауторе. Програм би обично представљао Гевин Елзер или Мишел Хусеин. Гости су били Пауло Коељо, Анита Десај, В. С. Најпол, Салман Рушди и глумац Кристофер Рив.
Додатно време (Extra Time) је још један програм од Хардток тима, којег представља Роб Бонет и емитује се на каналима Би-Би-Си World News и Би-Би-Си њуз, у којем се појављују људи из света спорта; оживео је за време Летњих олимпијских игара 2012. године у Лондону.
Постоје две јужноазијске верзије горенаведеног: Хардток Индија и Хардток Пакистан.
Хардток је почео да се емитује из Куће за емитовање у октобру 2012. године.